# معماری سلجوقی
معماری سلجوقی شامل شیوه‌ها و سبک‌های سازه‌هایی است که توسط امپراتوری سلجوقی استفاده می‌شد، زمانی که در قرن‌های یازدهم تا سیزدهم بر بیشتر خاورمیانه و آناتولی حکومت می‌کرد. پس از قرن یازدهم، سلجوقیان روم از امپراتوری سلجوقی بزرگ جدا شده و در حال توسعه معماری خود بودند، اگرچه تحت تأثیر و الهام از سنت‌های معماری ارمنی، بیزانس و ایرانی قرار داشتند. معماری سلجوقی مطابق معماری ایرانی است به اضافه توسعه‌هایی که خود به آن افزوده.

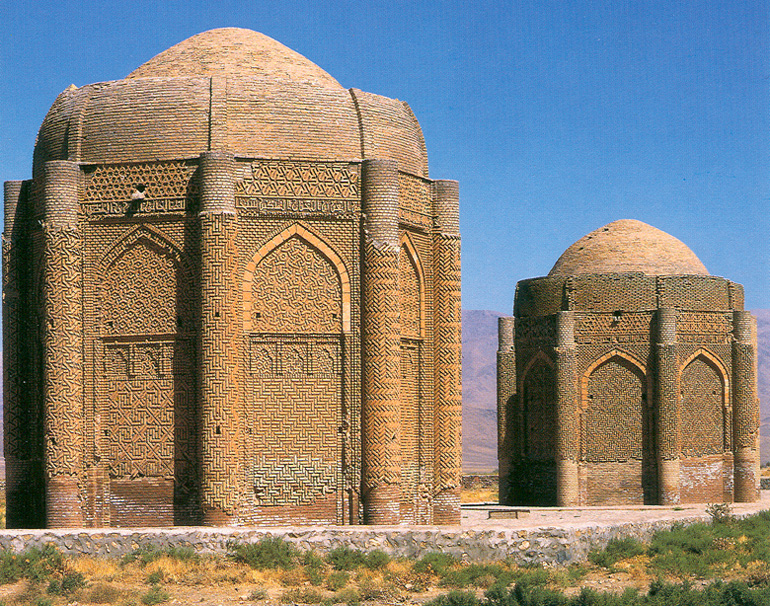
برج‌های خرقان (قاراقان) دو برج آجری دوره سلجوقی در شهرستان آوج استان قزوین، ایران

## معماری سلجوقیان بزرگ

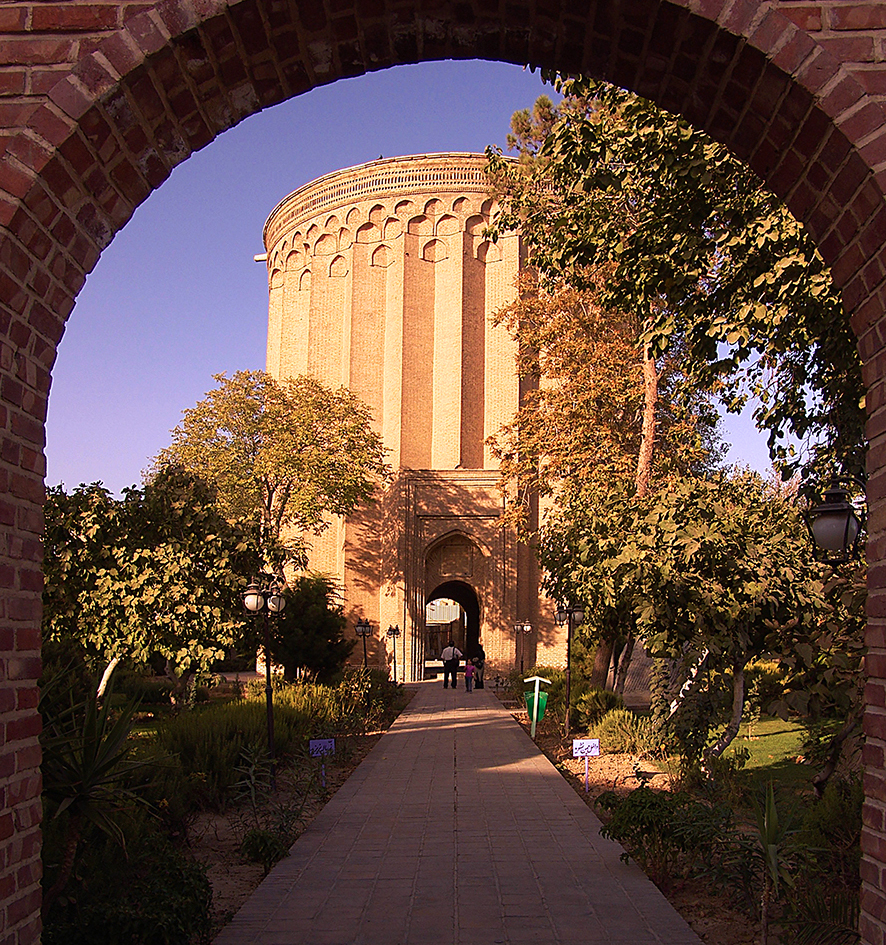
برج طغرل شهرری

عناصر معماری سلجوقی را می‌توان در منطقه وسیعی یافت که از هندوکش تا آناتولی و از آسیای میانه تا خلیج فارس کشیده شده‌است. میهن این شیوه معماری ایران بود، جایی که اولین بناهای دائمی سلجوقی در آن ساخته شد. با این حال، حمله مغول و زمین لرزه‌ها بیشتر این ساختمان‌ها را ویران کرد و تعداد کمی از آن‌ها باقی مانده‌است. در سال ۱۰۶۳ در زمان آلپ ارسلان اصفهان به عنوان پایتخت امپراتوری بزرگ سلجوقی شد.
مهمترین تغییری که در اوایل قرن دوازدهم انجام شد، تبدیل طرح مسجد به یک مسجد با طرح چهار ایوان بود. نوع دیگری از مسجد که در این زمان معرفی شد، مسجد کوشک بود، متشکل از یک فضای گنبدی با سه ضلع باز و دیواری حاوی محراب در سمت قبله. معماری این دوره نیز با مقبره‌های یادبودی مشخص می‌شد که معمولاً دارای ساختارهای هشت ضلعی با گنبد بودند. یک نمونه قابل توجه از معماری مقبره، مقبره سلطان سنجر در مرو است، بنایی عظیم به ابعاد ۲۷ متر (۸۹ فوت) مربع و گنبدی بزرگ و مضاعف که بر روی چوب‌های معلق و تزیینات مقرنس قرار گرفته‌است.
در سوریه و عراق بناهای یادبود برجای مانده عمدتاً مدارس و مقبره‌ها هستند. مدارسی مانند مستنصریه در بغداد یا موریستان در دمشق با طرح چهار ایوان ساخته شده‌اند، در حالی که گورهای مقرنس مخروطی مشخصه مقبره‌ها بوده‌است. زیارتگاه خالد ولید در جنوب پاکستان دارای عناصر معماری سلجوقی است که از طریق آسیای میانه به منطقه وارد شده بود.

## معماری سلجوقیان روم

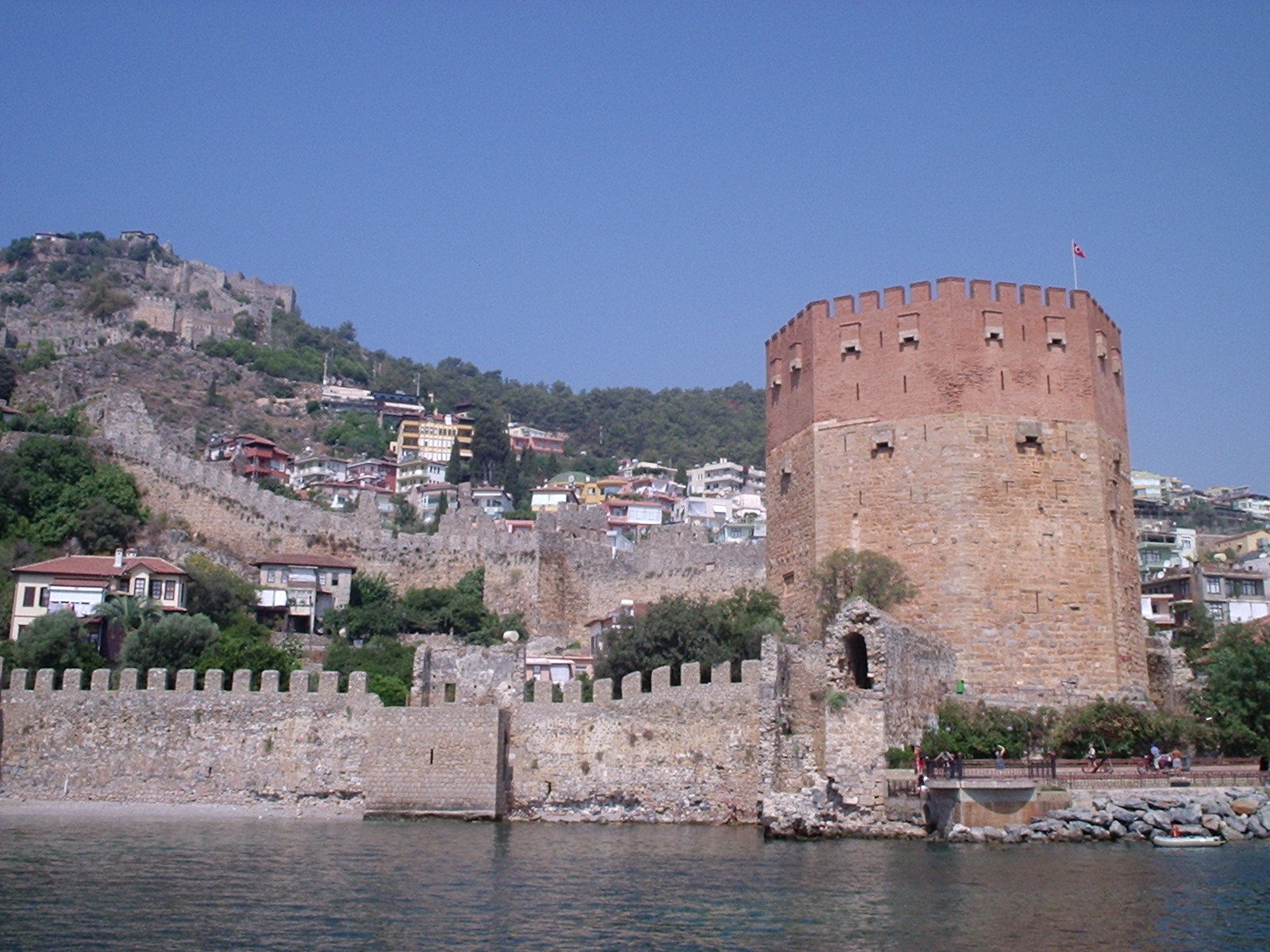
برج قرمز آلانیا، ترکیه

بیشترین تعداد بناهای معماری سلجوقی در آناتولی است. سلجوقیان روم بناهایی سنگی به یادماندنی با طرحی کاملاً ساده، متناسب و هماهنگ، در اکثر موارد کاملاً ساده، اما با انبوهی از تزئینات دقیق در اطراف درها، بنا کردند.
آن‌ها در ساخت کاروانسراها، مناره‌ها و مساجد، معماری آجر و گچ سلجوقی ایرانی را به استفاده از سنگ تغییر دادند. در این میان، کاروانسراها که به عنوان ایستگاه‌های تجاری و دفاعی کاروان‌ها مورد استفاده قرار می‌گرفتند و حدود صد سازه از آن‌ها در دوره سلجوقیان آناتولی ساخته شده‌است، به ویژه قابل توجه است. در کنار تأثیرات معماری ایرانی، که اثری غیرقابل انکار داشت، معماری سلجوقی نیز از معماری ارمنی نیز تأثیر گرفت.
بیشتر آثار سلجوقی آناتولی از سنگ‌های پوشیده و آجر مخصوص مناره‌ها است. استفاده از سنگ در آناتولی بیشترین تفاوت با بناهای سلجوقی در ایران است که از آجر ساخته شده‌اند. در این بناها به‌طور مکرر از مقرنس استفاده شده‌است.
قونیه، پایتخت سلجوقیان روم و دیگر شهرهای بزرگ سلجوقی (مانند آلانیا، ارزروم، قیصریه و سیواس) دارای بناهای مهم سلجوقی هستند، اما آثار سلجوقیان تقریباً در هر شهر یا شهر آناتولی به ویژه در آناتولی مرکزی و شرقی به وفور یافت می‌شود. قدرت سلجوقیان تا ساحل دریای اژه گسترش یافت، بنابراین بناهای سلجوقی تا ازمیر وجود دارد. کاروانسراهای بزرگ از بهترین و شاخص‌ترین بناهای سلجوقی هستند که در طول قرن سیزدهم برای رونق تجارت در سراسر امپراتوری ساخته شده و چندین بنا در شرایط خوب باقی مانده‌است.

## نمونه‌هایی از بناهای سلجوقیان روم در آناتولی
| کاربری    | به ترکی مدرن | نمونه                           |
| --------- | ------------ | ------------------------------- |
| مسجد      | Cami         | مسجد علاءالدین                  |
| مدرسه     | Medrese      | مدرسه اسلامی جفت مناره (ارزروم) |
| گنبد      | Kümbet       | دُنَر گنبد                        |
| کاروانسرا | Kervansaray  | سلطان خان                       |
| بیمارستان | Darüşşifa    | مسجد بزرگ دیوریغی               |
| پل        | Köprü        | پل سفید (آک کُرپو)               |
| قصر       | Saray        | قصر قبادآباد                    |
| قلعه      | Kale         | قلعه آلانیا                     |
| بندر      | Tersane      | برج قرمز                        |

## نگارخانه

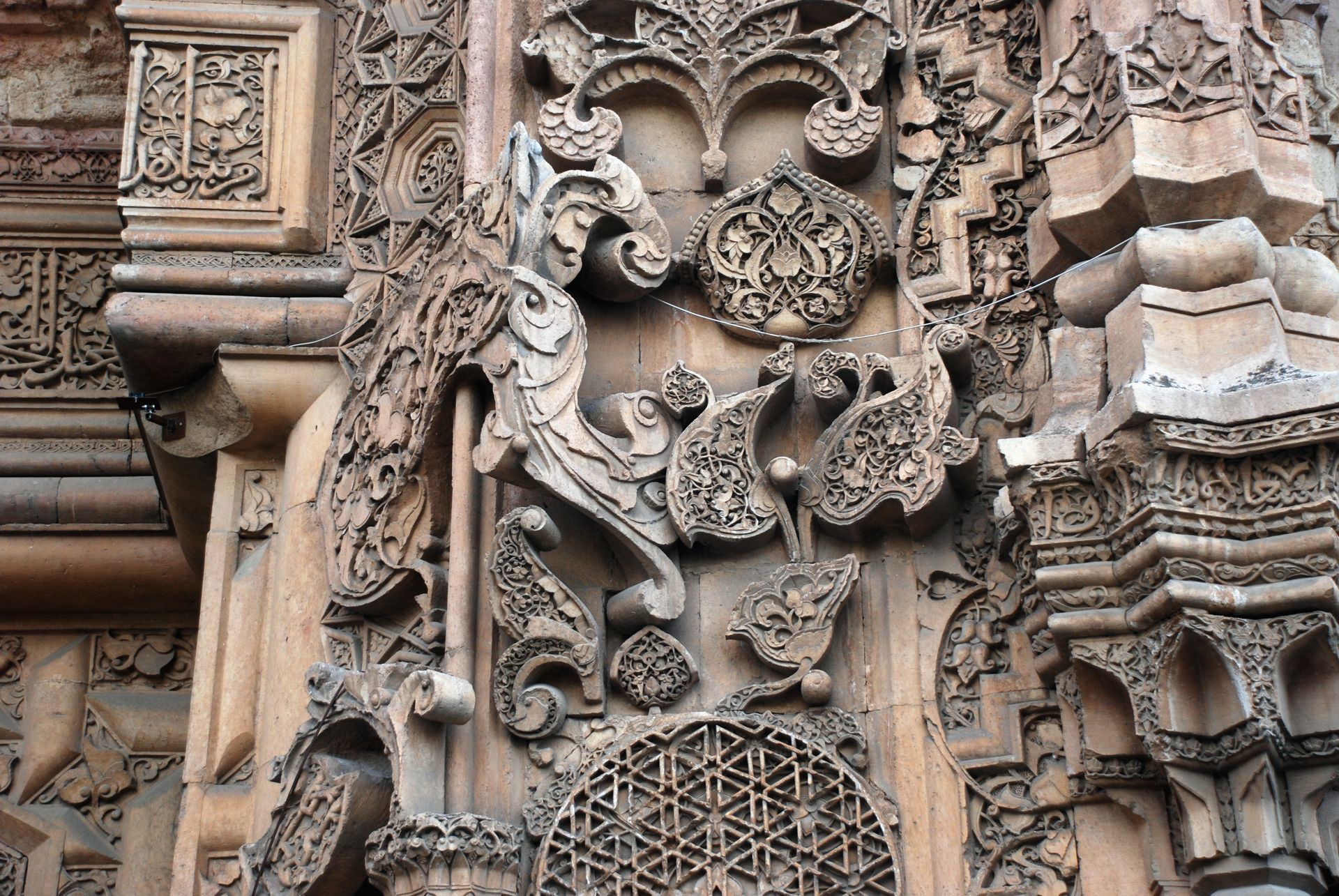
مسجد بزرگ دیوریغی
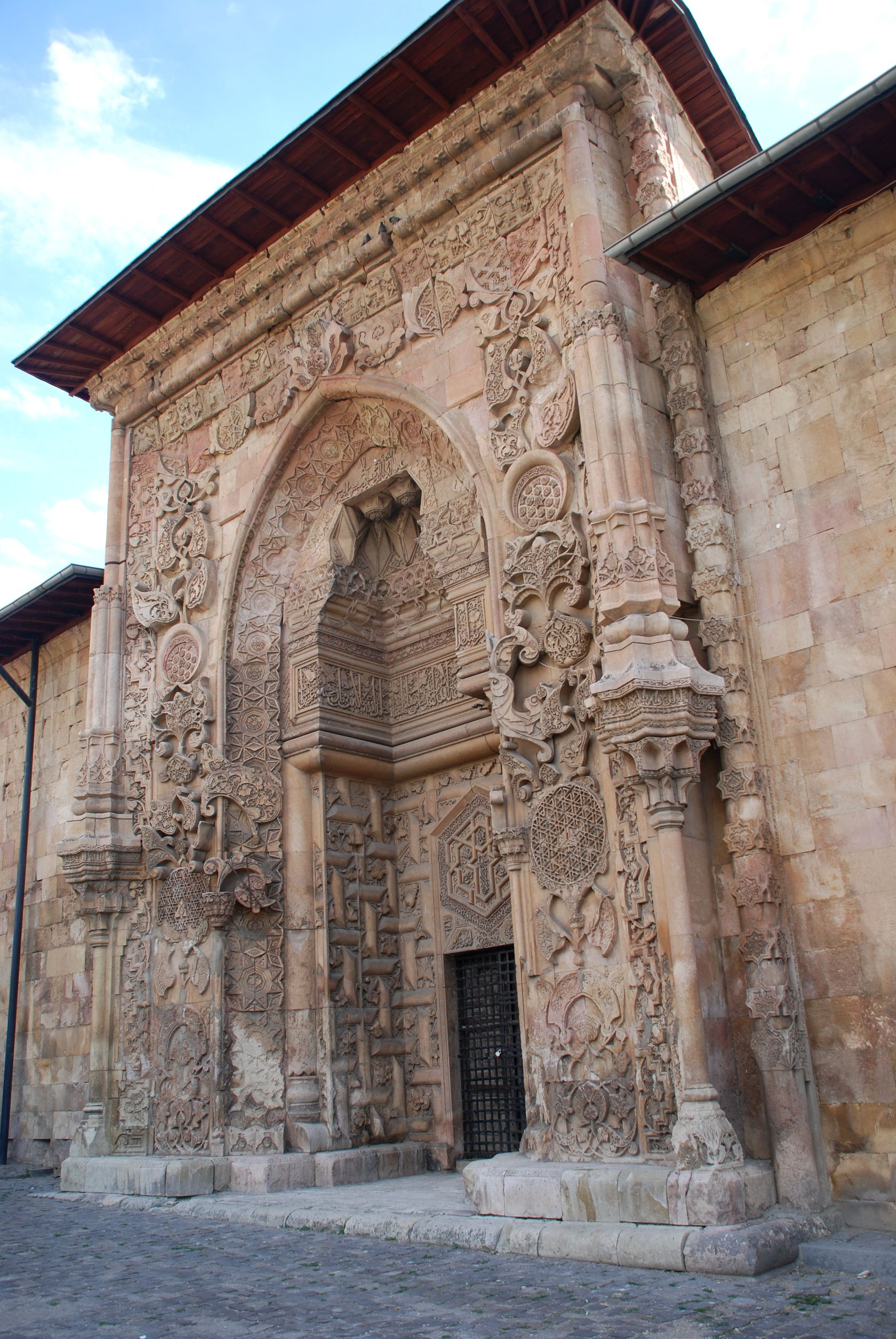
مسجد بزرگ دیوریغی
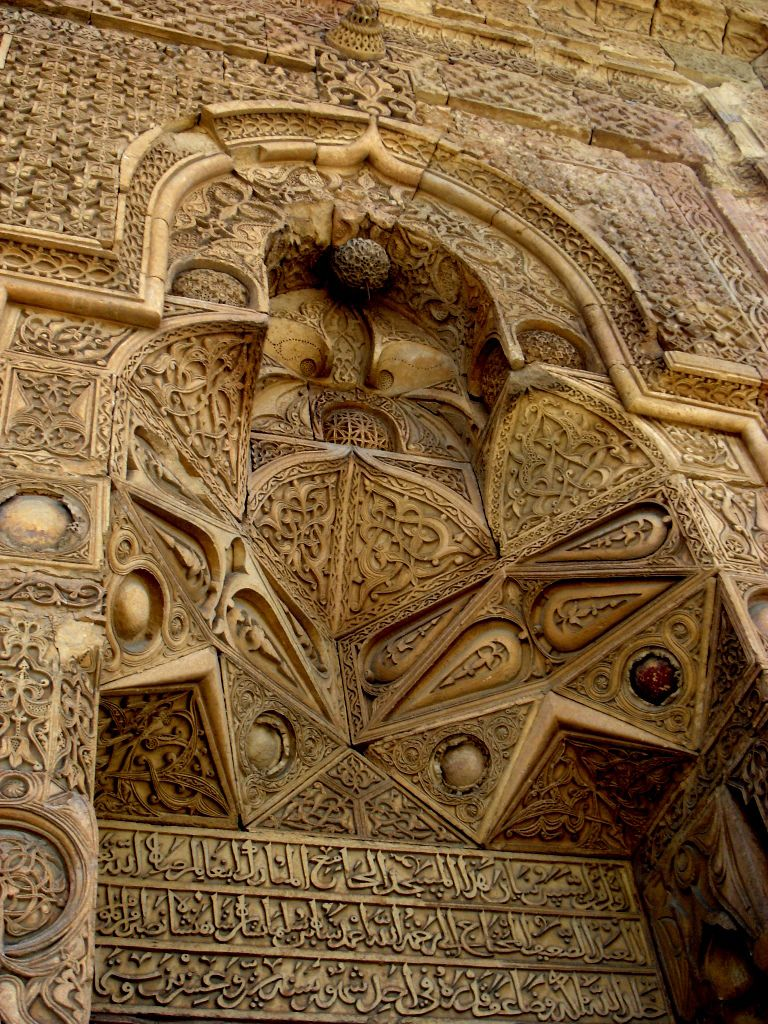
مسجد بزرگ دیوریغی
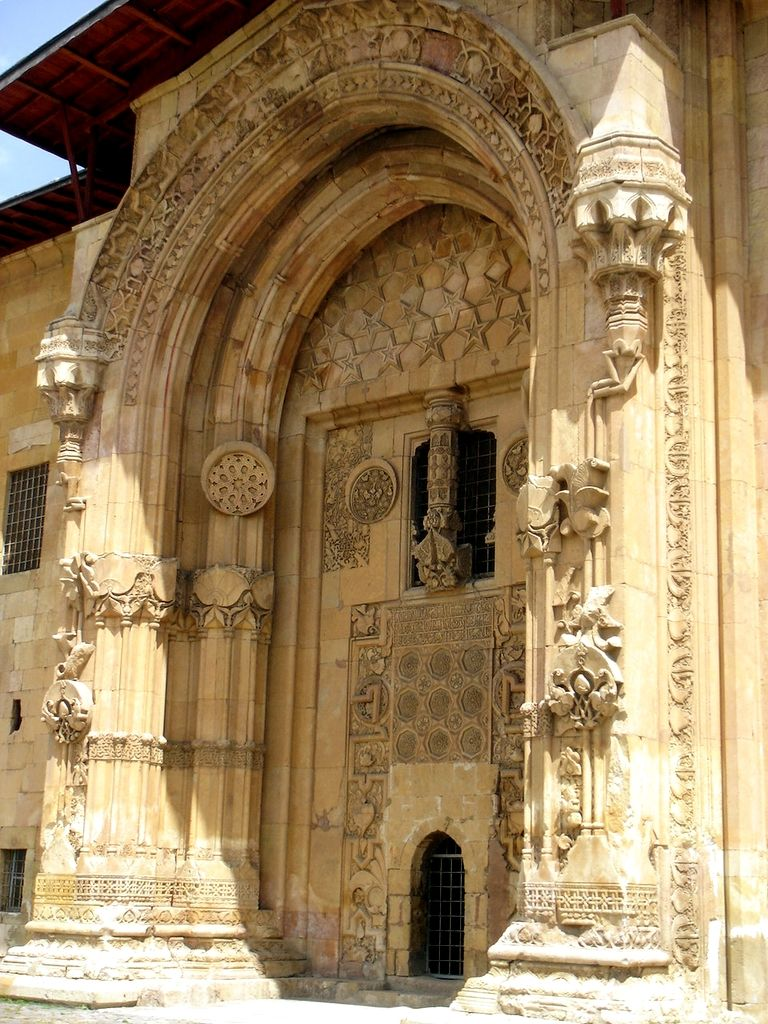
مسجد بزرگ دیوریغی
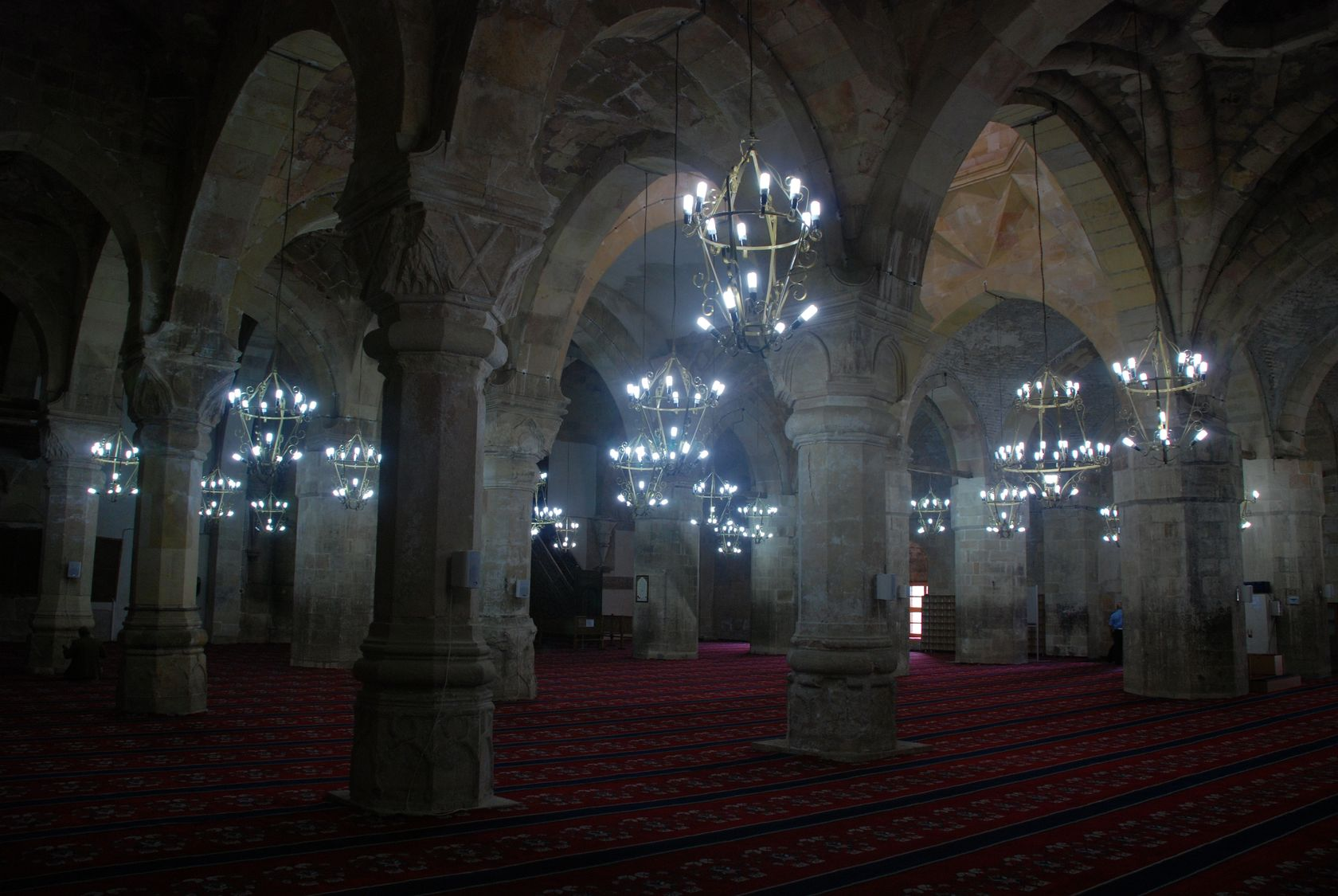
مسجد بزرگ دیوریغی
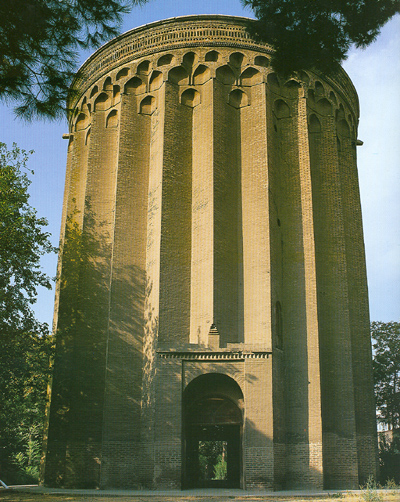
برج طغرل، شهرری، مقبرهطغرل بیک
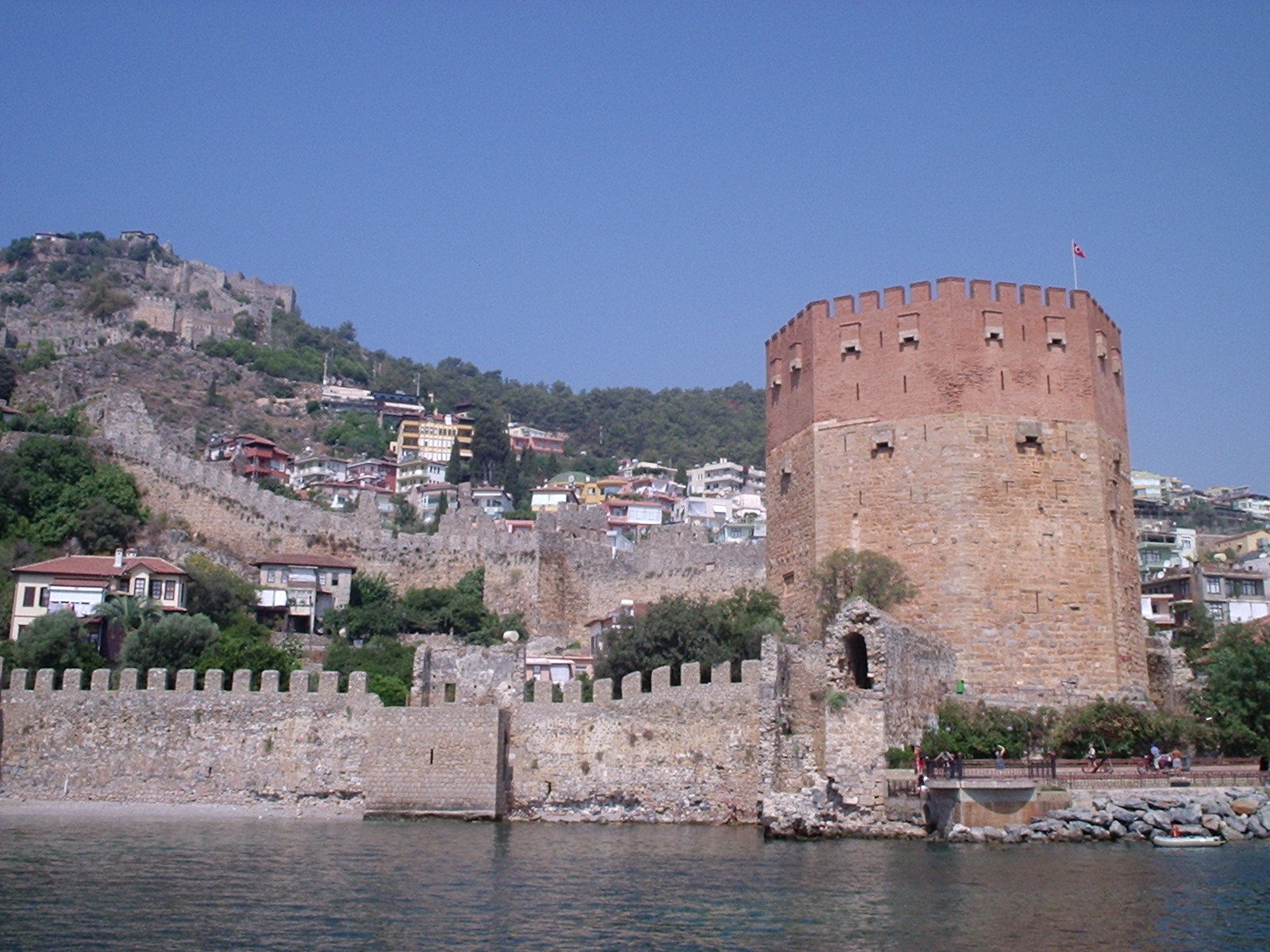
برج قرمز آلانیا ترکیه
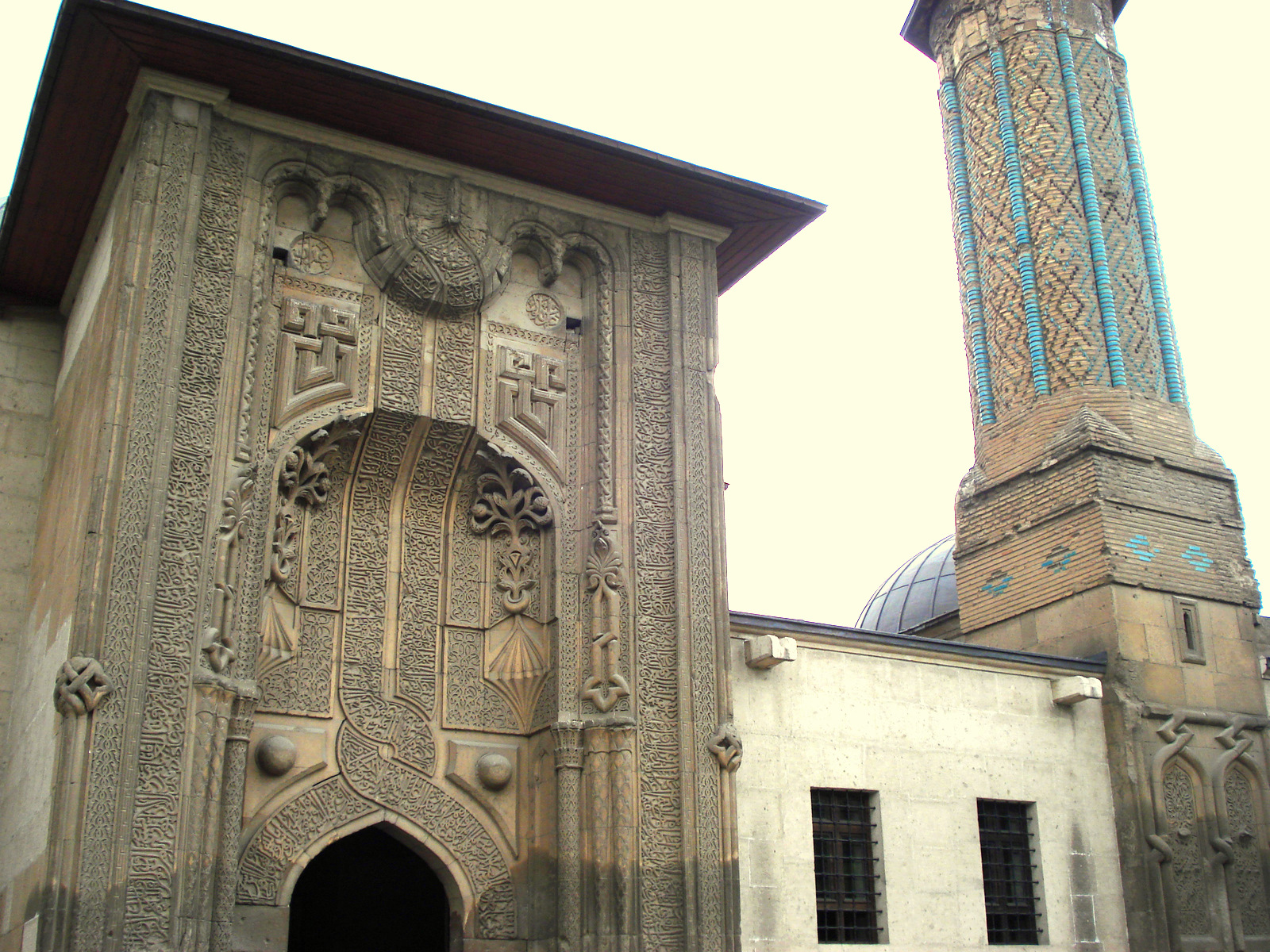
مدرسه اینجه مناره‌لی،قونیه، ترکیه
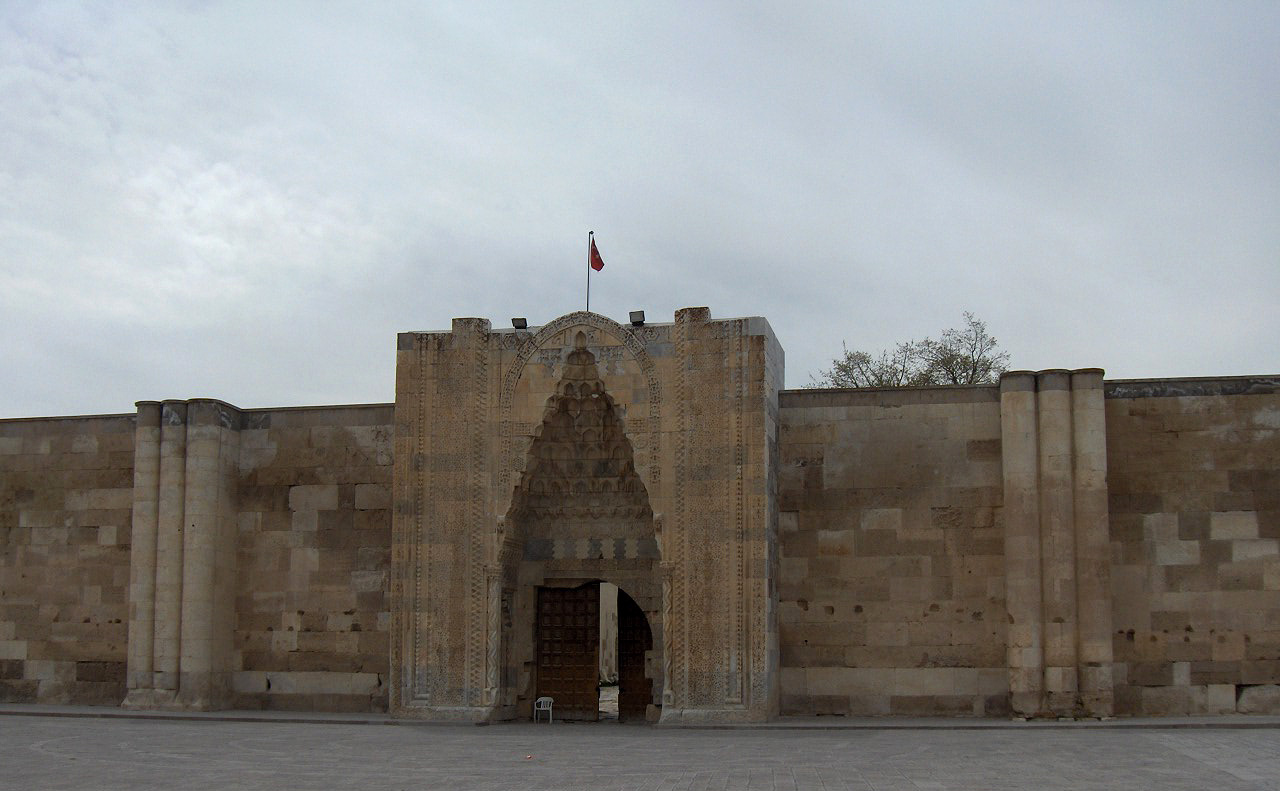
آق‌سرای، ترکیه دوره کیقباد یکم
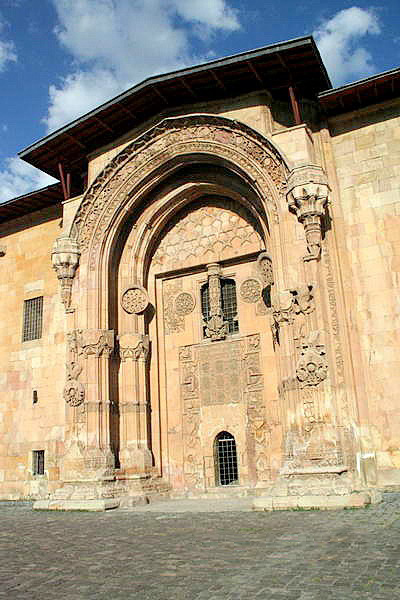
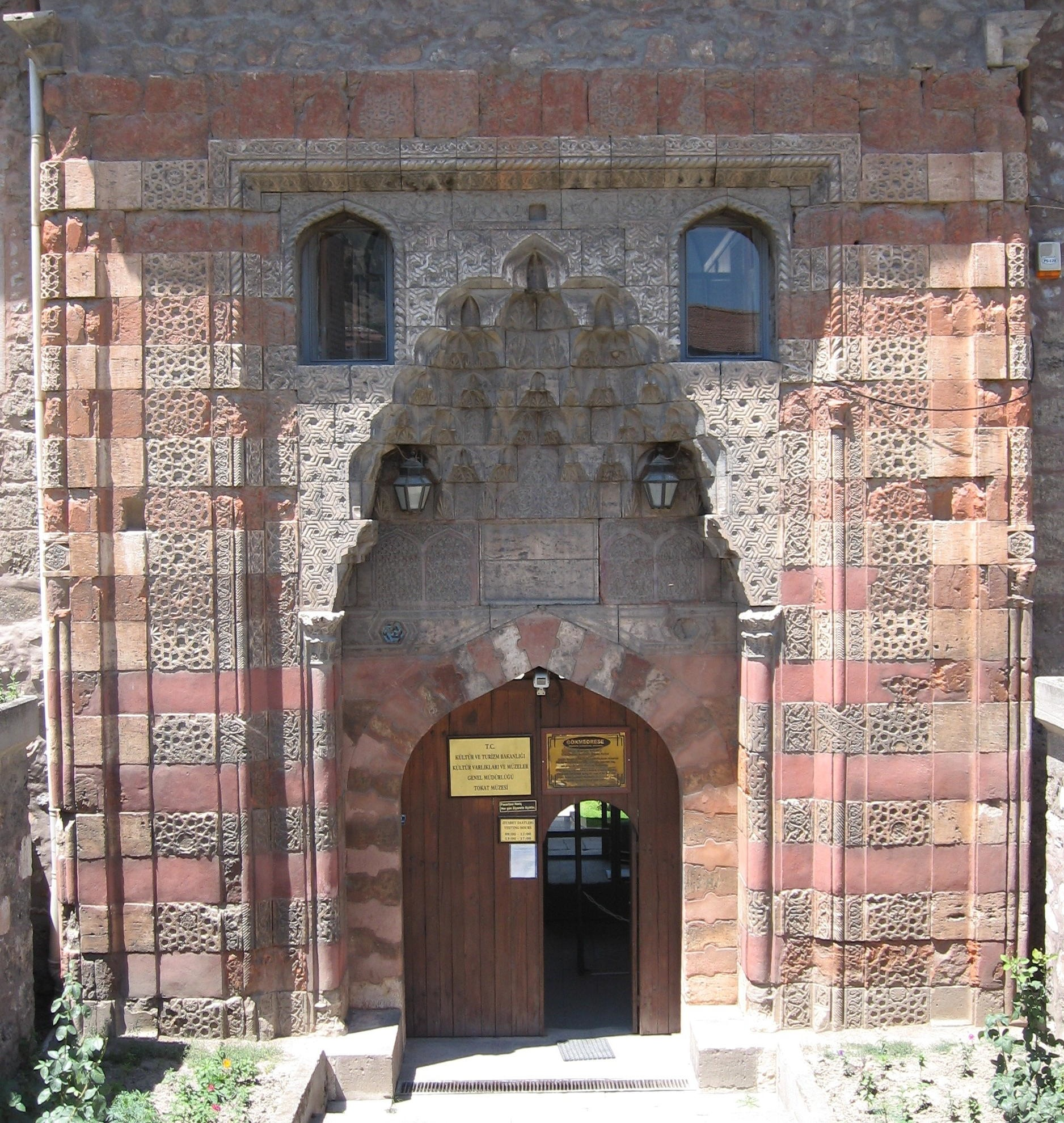
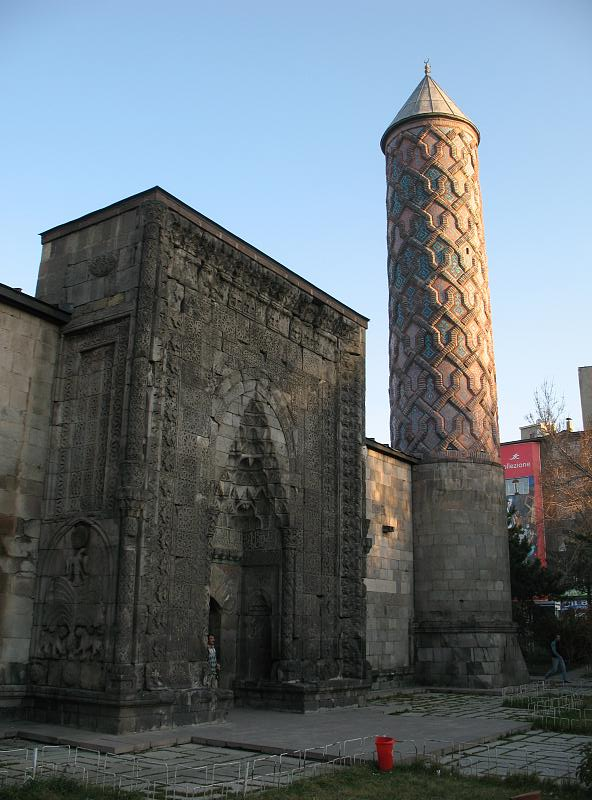
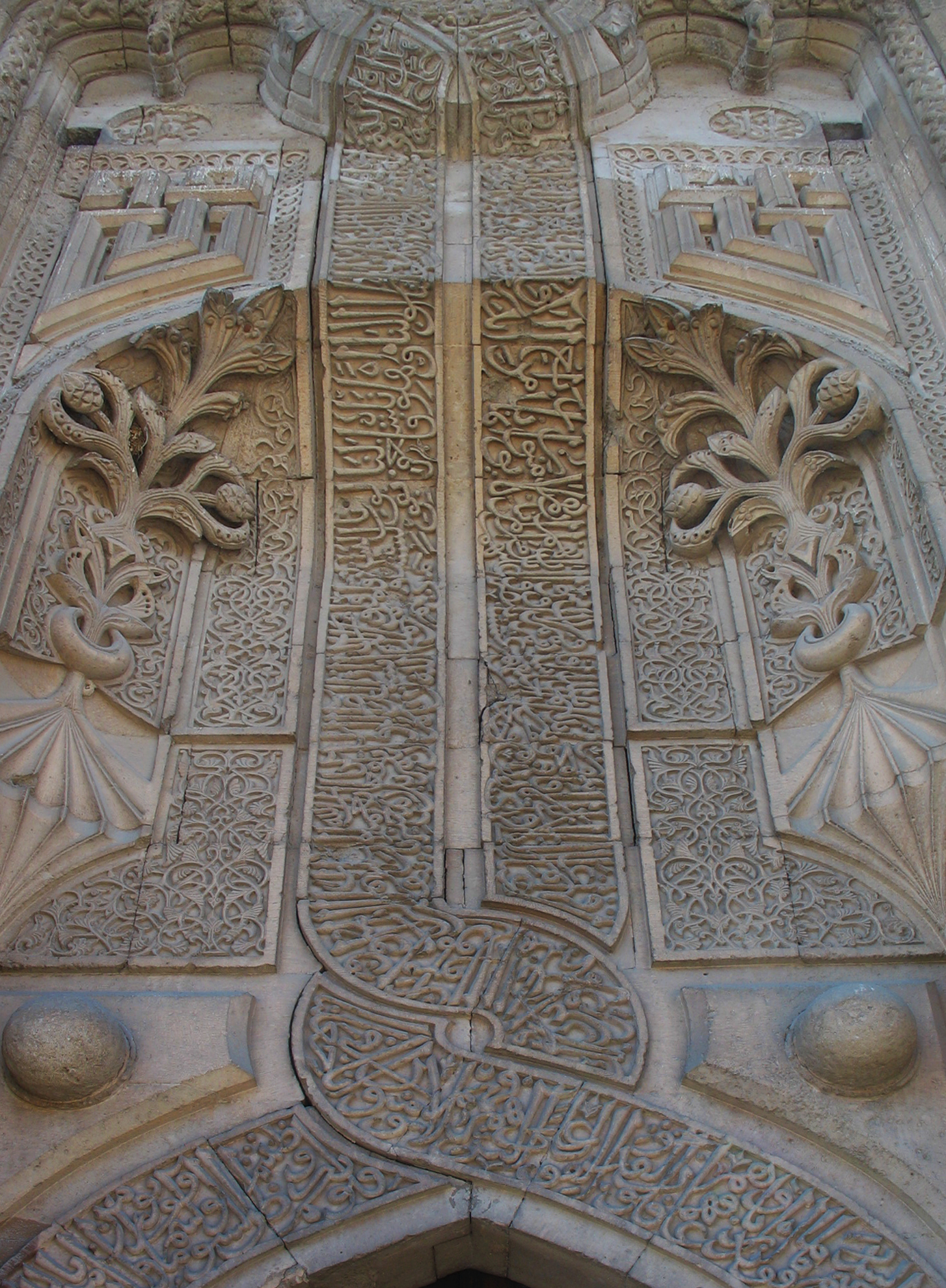
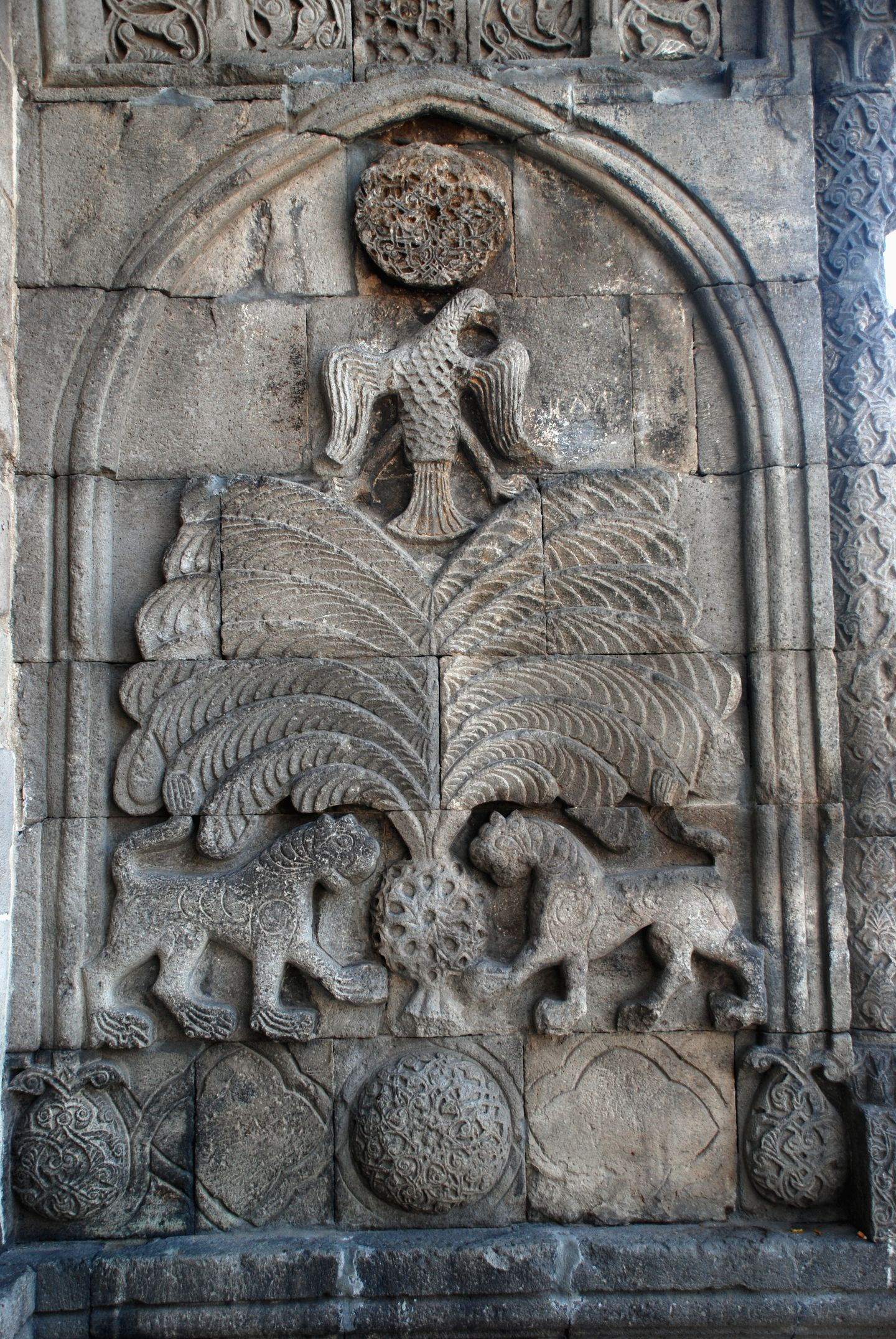
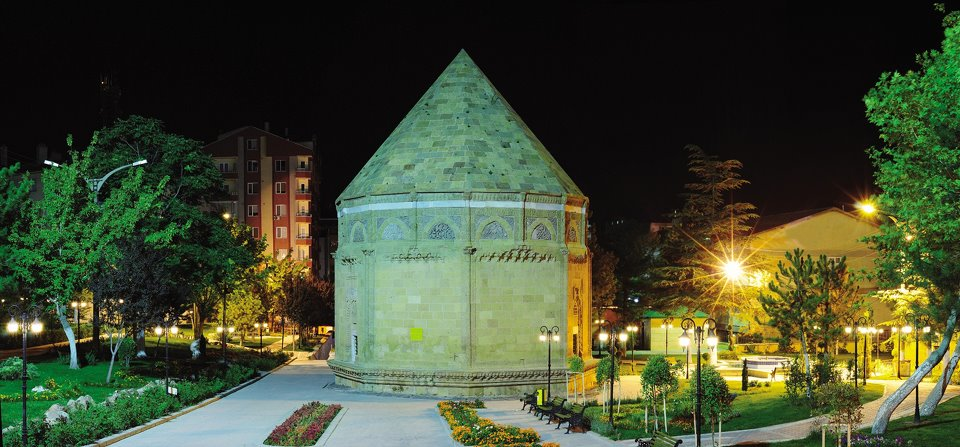
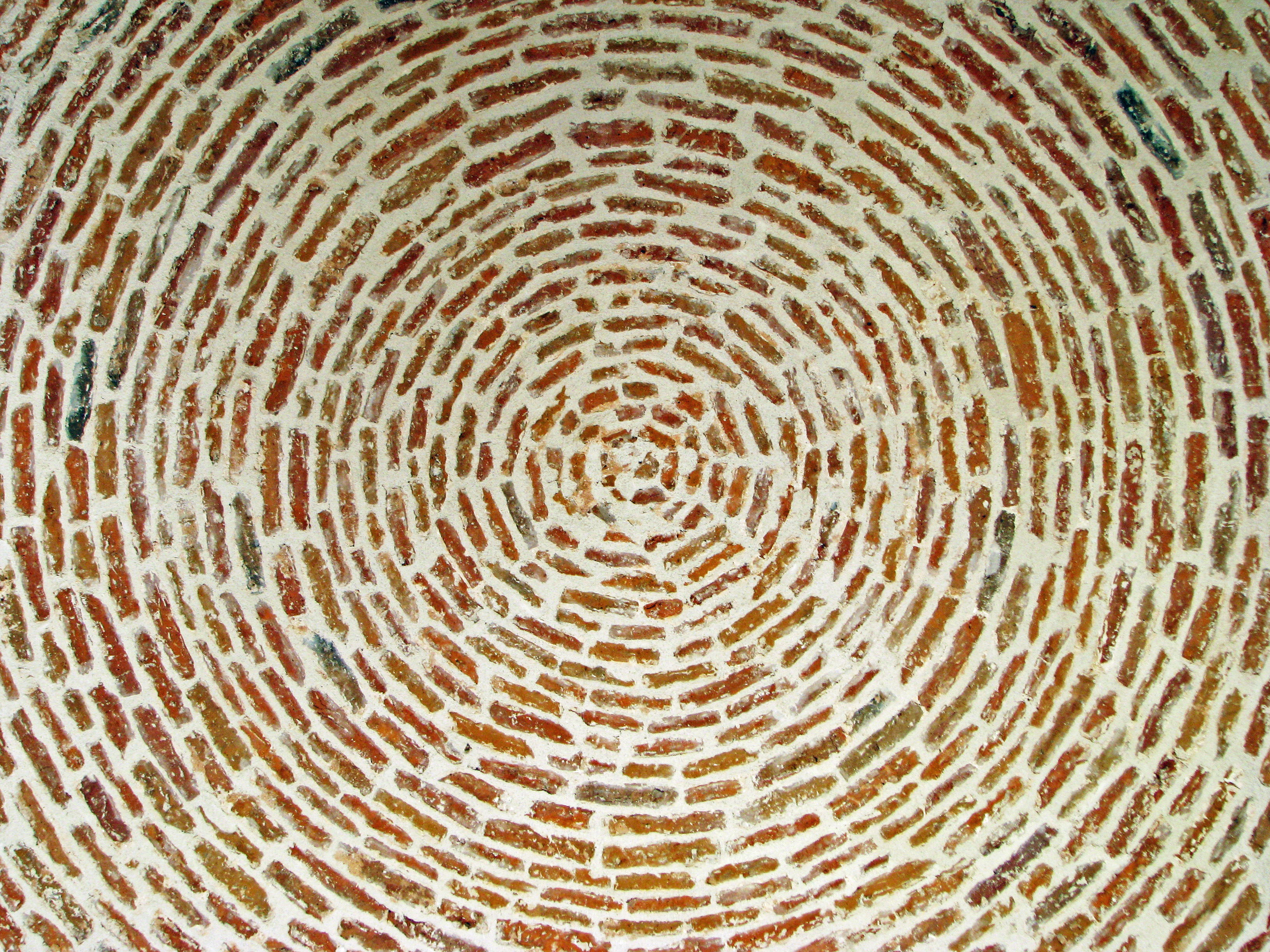